# Julidochromis dickfeldi
Julidochromis dickfeldi er en art af fisk i Cichlidae familien. Det er endemisk i Tanganyikasøen i Afrika, hvor det er fundet i Den Demokratiske Republik Congo, Tanzania og Zambia.
Julidochromis dickfeldi lever i den sydvestlige del af Tanganyika-søen på et par meters dybde.

Julidochromis dickfeldi har en langstrakt og slank kropsbygning. Den har tre mørke bånd som løber horisontalt hen ad kroppen. Kroppen er gul/brunlig. Rygfinnen har små gulige prikker og sømmen i rygfinnen er lyseblå.

## Par huler, sprækker og yngel
Julidochromis dickfeldi er huleleger og akvariet bør derfor indrettes med masser af sten, som kan simulere deres naturlige biotop (fx masser små sprækker på et par cm.) De er yngledygtige når de er ca 1 år gamle. De er forholdsvis nemme at få til at yngle.
Julidochromis dickfeldi kan holdes i forholdsvis små akvarier for når de først har indtaget deres lille territorie så bevæger de så ikke meget længere væk end dette. 
Parret vil indtage fx en sprække som territorie og vil jage alle væk som kommer i nærheden af denne. Parret bevæger sig ikke langt væk fra deres territorie. Æggene bliver lagt i en hule – enten på siden eller i loftet af hulen. Begge af forældrene tager sig af yngelplejen og faktisk kan de have flere generationer yngel som de passer på. 

## Behov
Foder:
- Artemia
- Cyclops
- Flagefoder
- Myggelarver (Sorte)

Temperatur
24 – 27 °C
pH
7.5 – 9.3
Akvarium:
Minimum: 85 liter
Holdes bedst som:
Par
Hannen bliver 10 cm, hunnen bliver 8 cm.